# 熊崎駅
熊崎駅（くまさきえき）は、大分県臼杵市大字井村字塩入にある、九州旅客鉄道（JR九州）日豊本線の駅である。

## 歴史
運営するJR九州は、2016年度に予定される上場に向けて鉄道事業の赤字削減に取組むとして、2015年（平成27年）3月14日ダイヤ改正に際して当駅を無人化した。

### 年表
- 1920年（大正9年）8月15日：鉄道省が開設[5]。
- 1962年（昭和37年）10月1日：貨物取扱廃止[5]。
- 1984年（昭和59年）11月1日：荷物扱い廃止[5]。委託駅化。
- 1987年（昭和62年）4月1日：国鉄分割民営化により九州旅客鉄道が継承[5]。
- 2015年（平成27年）3月14日：無人駅化[3]。
- 2017年（平成29年）
  - 9月17日：平成29年台風18号の影響により、宇島駅 - 鹿児島中央駅間が終日運休[6]、同日より不通のため営業休止
  - 9月19日：始発より幸崎駅 - 臼杵駅間運転再開のため営業再開[7][8]。

## 駅構造
島式ホーム1面2線を有する地上駅。駅舎とホームは跨線橋で連絡している。開業当初の木造駅舎が使用されている。

### のりば
| のりば | 路線      | 方向 | 行先     |
| ------ | --------- | ---- | -------- |
| 1      | ■日豊本線 | 下り | 佐伯方面 |
| 2      | ■日豊本線 | 上り | 大分方面 |

- 1線スルー方式ではなく上下共に左側通行だが、駅前後の両開き分岐器は高速通過対応のものに取り替えられている。

## 利用状況
- 2023年度の1日平均乗車人員は342人（前年度比+11人）である[9]。

| 乗車人員推移 | 乗車人員推移 |
| 年度         | 1日平均人数  |
| ------------ | ------------ |
| 2000         | 357          |
| 2001         | 358          |
| 2002         | 368          |
| 2003         | 353          |
| 2004         | 341          |
| 2005         | 343          |
| 2006         | 351          |
| 2007         | 344          |
| 2008         | 334          |
| 2009         | 317          |
| 2010         | 303          |
| 2011         | 321          |
| 2012         | 318          |
| 2013         | 352          |
| 2014         | 360          |
| 2015         | 380          |
| 2016         | 399          |
| 2017         | 389          |
| 2018         | 381          |
| 2019         | 363          |
| 2020         | 326          |
| 2021         | 325          |
| 2022         | 331          |
| 2023         | 342          |

## 駅周辺
臼杵市の北端部で駅西側に線路と並行して熊崎川が流れている。
- 臼杵市立北中学校
- 熊崎郵便局[1]
- 臼杵仏舎利塔（日本山妙法寺）
- 下山古墳[1]（仏舎利塔近くにある前方後円墳。石人あり[12]）
- 臼杵神社
- 臼塚古墳（臼と杵の石人あり[12]）
- 臼杵市総合公園[1]
- 大分県立海洋科学高等学校
- 国道205号[1]

## 隣の駅
九州旅客鉄道（JR九州）
■日豊本線
下ノ江駅 - 熊崎駅 - 上臼杵駅